# 日下部三九郎
日下部 三九郎（くさかべ さんくろう、1870年9月16日（明治3年8月21日） - ?）は、日本の外交官。東京府平民。

## 経歴・人物
旧暦明治3年8月21日（1870年9月16日）、伊勢国桑名（現：三重県桑名市）生まれ。共立学校（現：開成中学校・高等学校）、第一高等中学校を経て、1894年6月に帝国大学法科大学卒業。
1894年9月に外交官補となった後、領事官補、在スウェーデン・ノルウェー臨時代理公使、在イタリア臨時代理公使などを経て、1906年1月より公使館一等書記官・大使館一等書記官、1908年1月より関東都督府外事総長を務めた後、1909年2月に休職となる。1915年から1918年時点では福岡県にあった堀鉱業の監査役・取締役を務めていた。
妻の日下部米鶴は江副廉蔵（東亜煙草取締役）の娘。廉蔵は大隈美登（大隈重信の妻）の弟である。